# Melocactus peruvianus
Melocactus peruvianus là một loài thực vật có hoa trong họ Cactaceae. Loài này được Vaupel mô tả khoa học đầu tiên năm 1913.